# Росен (област Пазарджик)
 Тази статия е за селото в Област Пазарджик.  За други значения вижте Росен (пояснение).  
Росен е село в Южна България, в Горнотракийската низина, в община Пазарджик, област Пазарджик.

## География
Росен е разположен върху южните поли на Овчите хълмове и същевременно на левия бряг на река Луда Яна. Надморската височина е 260 m. Селото се намира на 18 km на север от Пазарджик и се свързва с него чрез шосе през Ивайло-Черногорово. Съседни села на Росен са Овчеполци, Черногорово, Цар Асен, Сбор и Гелеменово.

## История
В землището на Росен се намират 7 тракийски надгробни могили, които Д.Цончев, (1963 г., с.17) свързва със стари селища. Северозападно от селото на 2,5 km се намират две от тях които той свързва с близкото селище с крепост „Хисаря“ в късно римско или ранно византийско време при завоя на Луда Яна в землището на село Цар Асен. Североизточно на 1 km от селото в м. Абдиец и Брънчев гьол се намират следи от голямо селище с некропол от една могила. Намират се следи (парчета от домашни глинени съдове) от старо селище, вероятно от по-късно време на 1 km северозпадно от селото.
При избухването на Балканската война в 1912 година един човек от Балдево е доброволец в Македоно-одринското опълчение.

## Религии
- Селото е християнско, източно православно.

## Културни и природни забележителности
- Овчите хълмове

## Редовни събития
- Селският събор се организира на Цветница – тази традиция възражда бившият кмет Ботьо Ботев, но с промяна на датата. Преди Девети септември съборът се е правел на Спасовден, който е храмов празник на местната църква „Свето Вознесение Господне“. Празникът обаче е 40 дни след Великден и винаги се пада в четвъртък. Затова г-н Ботев предлага съборът да е на Цветница, като имен ден на селото, и от възстановяването на традицията е на този ден.

## Личности
- Никола Малев, македоно-одрински опълченец, четата на Георги Мяхов[3]
- Ненко Терзийски - участник в Оборищенскто събрание, предал решенията за въстанието на османската власт

## Други
Фолклорна група „Росна Китка“ – първите години на групата са от 1966 до 1986, през които е печелила много награди, медали и значки. 20 години по-късно групата е възродена отново от Мария Георгиева (главен ръководител и библиотекарка на народно читалище „Отец Паисий“). Групата съществува и до днес. Към нея има детска певческа и танцова група „Росенче“. От началото на 2009 година е сформиран и танцов състав.